# Tetrapturus belone
El marlín del Mediterráneo o aguja de pico corto (Tetrapturus belone) es una especie de pez perciforme de la familia Istiophoridae.

## Descripción
Su tamaño máximo registrado supera los 240 cm y el peso los 70 kg.

## Distribución
Es una especie propia del mar Mediterráneo y del mar Negro, donde es especialmente abundante en las costas de Italia y Túnez.